# Atletismo nos Jogos Pan-Americanos de 1971 - 800 m masculino
A prova dos 800 m masculino nos Jogos Pan-Americanos de 1971 foi realizada em Cali, Colômbia.

## Medalhistas
| Ouro                           | Prata                           | Bronze                 |
| Ken Swenson USA Estados Unidos | Art Sandison USA Estados Unidos | Byron Dyce JAM Jamaica |

## Resultados
| Posição           | Nome             | Nacionalidade         | Tempo   | Notas |
| ----------------- | ---------------- | --------------------- | ------- | ----- |
| Medalha de ouro   | Ken Swenson      | USA Estados Unidos    | 1:48.08 |       |
| Medalha de prata  | Art Sandison     | USA Estados Unidos    | 1:48.42 |       |
| Medalha de bronze | Byron Dyce       | JAM Jamaica           | 1:48.42 |       |
| 4                 | Lennox Stewart   | TRI Trinidad e Tobago | 1:48.81 |       |
| 5                 | Leandro Civil    | CUB Cuba              | 1:50.03 |       |
| 6                 | Bill Smart       | CAN Canadá            | 1:50.28 |       |
| 7                 | Benedict Cayenne | TRI Trinidad e Tobago | 1:51.95 |       |
| 8                 | Carlos Martínez  | MEX México            | 1:52.07 |       |